# اسپرینگ هووپ (کارولینای شمالی)
اسپرینگ هووپ (به انگلیسی: Spring Hope) شهری در ایالت کارولینای شمالی کشور ایالات متحده آمریکا است که جمعیت آن در سرشماری سال ۲۰۱۰ میلادی، ۱٬۳۲۰ نفر بوده‌است.